# Hvorfor gør de det?
|  | Denne artikel er oprettet af botten PalnaBot ud fra en ekstern database. Den kan derfor have sproglige fejl eller mangler. Denne skabelon kan fjernes efter kontrol af indholdet. |

Hvorfor gør de det? er en pornofilm fra 1971 instrueret af Phyllis Kronhausen, Eberhard Kronhausen.

## Handling
Hvorfor gør de det? skulle angiveligt vise, at det var anstændigt at leve af sex. Med en paneldiskussion i Studenterforeningen som en slags ramme overværede man forskellige såkaldte live shows, og man mødte skuespillere som Effie Schou, Søren Strømberg, Dale Robinson og Keld Rex Holm. Mest opmærksomhed vakte et indslag med Bodil Joensen, en meget dyrevenlig ung dame, som sås hygge sig med en tyr ved navn Sofus. Skønt der mest var tale om en dokumentarfilm, fungerede "Hvorfor gør de det?" i praksis som en spillefilm, og også den var et tilløbsstykke i biograferne.